# Diegobruchus mauritii
Diegobruchus mauritii is een keversoort uit de familie bladkevers (Chrysomelidae). De wetenschappelijke naam van de soort werd in 1907 gepubliceerd door Maurice Pic.